# Białka SMAD
Białka SMAD – rodzina białek zaangażowanych w przekaźnictwo sygnału indukowanego
przez produkowaną przez leukocyty grupę cytokin określanych nazwą transformujący czynnik wzrostu beta (skrót: TGF-β) i spełniających rolę czynników transkrypcyjnych.
Nazwa tej grupy białek pochodzi od białek homologicznych występujących u innych gatunków:
- Sma u Caenorhabditis elegans
- i Mad obecnego u Drosophila melanogaster

## Podział
Białka z rodziny SMAD można podzielić na trzy grupy.

### Białka aktywowane przez receptor (R-SMAD)
Białka aktywowane przez receptor (R-SMAD) biorą udział w przekazywaniu sygnału do jądra komórkowego. 
U ludzi do grupy tej należą białka: SMAD-1, -2, -3, -5, -8. Posiadają one podobną strukturę chemiczną, na którą składają się
dwie konserwatywne domeny N- i C-końcową, nazwane MH-1 i MH-2. Domeny oddziela sekwencja łącznikowa. 
Domena N-końcowa wykazuje aktywność wiązania DNA, podczas gdy domena C-końcowa odpowiada za oddziaływania z innymi białkami.
Nieaktywne R-SMAD pozostają w cytoplazmie, a w wyniku aktywacji szlaku TGF-β ulegają translokacji do jądra komórkowego. 

### Białka pośredniczące (Co-SMAD)
U człowieka jedyny przedstawiciel to SMAD-4. Ma możliwość tworzenia połączeń z białkami R-SMAD, umożliwiając ich translokację z cytoplazmy do jądra komórkowego.

### Białka inhibitorowe (I-SMAD)
Do tej grupy białek SMAD należą:  SMAD-6 i SMAD-7. Posiadają w swojej strukturze jedynie domenę C-końcową MH2. Są zlokalizowane w jądrze komórkowym i wykazują działanie antagonistyczne w stosunku do białek dwóch pierwszych grup. 

## Udział białek SMAD w szlaku TGF-beta

Apoptoza poprzez SMAD

TGF-beta oddziałuje na komórkę za pośrednictwem trzech typów receptorów: TNG-betaRI, TGF-betaRII i TGF-betaRIII.
TGB-betaRI jest glikoproteiną, w obrębie której występuje 7 podgrup: od Alk-1 do Alk-7.
Receptor typu I ma aktywność kinazy serynowo-treoninowej (rejon transbłonowy) oraz domeny wiążącej ligand. 
W strukturze TNG-betaRI występuje także zewnątrzkomórkowa domena glicynowo-serynowa, w której zachodzi aktywacja
receptora. TGF-beta wykazuje duże powinowactwo do receptora typu II i cytokina początkowo wiąże się z tym receptorem.
Następnie kompleks ligand-receptor typu II łączy się z receptorem typu I, w wyniku czego powstaje kompleks dwóch
cząsteczek TGF-betaRI i TGF-betaRII. Po połączeniu receptor typu II fosforyluje reszty seryny i treoniny. 
Aktywowany receptor fosforyluje białka R-SMAD, które ulegają translokacji do jądra komórkowego. 
W jądrze komórkowym, wchodząc w kompleksy z innymi białkami, regulując procesy transkrypcji genów. Białka o charakterze represorów lub aktywatorów są niezbędne do regulacji genów przez SMAD, które nie wykazują dużej swoistości wiązania DNA. Rola białek SMAD polega na wyborze transkrypcyjnych koaktywatorów lub korepresorów. Białka SMAD-1, -5, -8 pośredniczą głównie w przekazywaniu sygnału czynnika morfogenetycznego kości BMP, a SMAD-2 i -3 zależą głównie od TGF-beta. Natomiast SMAD-4 jest białkiem łączącym oba szlaki. Białka I-SMAD negatywnie regulują sygnał nTGF-beta poprzez współzawodnictwo z białkami R-SMAD
o miejsce wiązania z receptorem lub białkami Co-SMAD. Z kolei SMAD-7 przyłącza do receptorów TGF-beta ligazę ubikwitynową,
umożliwiając jego proteosomalną i lizosomalną degradację receptorów. SMAD-6 hamuje natomiast przekazywanie sygnału BMP. SMAD-6 niszczy kompleks SMAD-1-Co-SMAD i powoduje utworzenie nieaktywnego kompleksu SMAD-1-SMAD-6.